# Euphorbia monadenioides
Euphorbia monadenioides är en törelväxtart som beskrevs av Michael George Gilbert. Euphorbia monadenioides ingår i släktet törlar, och familjen törelväxter. Inga underarter finns listade i Catalogue of Life.